# María Elena Moyano Delgado
Die Peruanerin María Elena Moyano Delgado (* 29. November 1958 in Lima; † 15. Februar 1992 ebenda) war Präsidentin der Federación Popular de Mujeres de Villa El Salvador (Fepomuves) und Bürgermeisterin des Bezirks Villa El Salvador von Lima.

## Leben
María Moyano wurde am 29. November 1958 in Barranco, einem Distrikt von Lima, geboren. Bereits als Jugendliche war sie in der Jugendorganisation „Movimiento de Jóvenes Pobladores“ (spanisch Bewegung junger Ansiedler) politisch aktiv.
Im November 1985 wurde María Moyano zur Präsidentin von Fepomuves gewählt, im März 1988 erfolgte ihre Wiederwahl. Unter ihrer Führung wurden öffentliche Küchen eingeführt und das Programm „Vaso de Leche“ (ein Glas Milch) gegründet, welches arme Kinder mit Milch versorgte.
Am 15. Februar 1992 wurde María Moyano von Mitgliedern der Terrororganisation Sendero Luminoso in Villa El Salvador ermordet. Sie wurde vor den Augen ihrer zwei Kinder mit Maschinengewehren erschossen, ihr Körper wurde mit Dynamit gesprengt. An ihrem Begräbnis nahmen trotz Drohungen des Sendero Luminoso mehrere tausend Menschen teil.
Am 23. Mai 2002 wurde María Moyano vom peruanischen Kongress zur „Heldin der Nation“ proklamiert.